# シュロイメ・アンスキー
シュロイメ・アンスキー（Shloime Ansky, 1863年 ヴィチェプスク - 1920年11月8日）はベラルーシ出身のイディッシュ語作家・劇作家であり、イディッシュ民俗学者。本名はシュロイメ（ソロモン）・ザインヴェル（ザンヴル）・ラパポルト Shloyme(Solomon)-Seinwell(Zanvl) Rapoport。
民話に興味を持ち続け、民俗学者として極めて活発な活動を展開。また、生涯を通じて社会主義者を通し、ロシアのユダヤ系市民のための社会主義活動を行った。ロシア議会の代議士でもあり、第一次世界大戦中にはユダヤ人亡命者を助け、また「文化同盟」の設立や、ヴィルナに「民俗誌博物館」を創設したりした。
彼はナロードニキの側にあり、「民衆的で民俗的なもの」の幅広い収集を試みた。ユダヤ教徒の伝承について理論的な考察を試みたが、これはロシア・フォルマリストの影響がある。
ギンヅブルク男爵（ロシアの富豪）家と、ハプスブルク家の「ユダヤ歴史民俗誌協会」の支援を受け、ガリチア、ポドリア、ヴォリーニア、ウクライナなどの諸地方のシュテットルの文化を収集・記録・分析し、伝統の瓦解と消滅を防ぐため、「ユダヤ民俗誌展」を開いた。
このように、外部からの様々な影響を受けながら「イディッシュ民俗学」が進んでいった。
ロシア革命後はロシアを去り、ポーランドで死去した。

## 作品

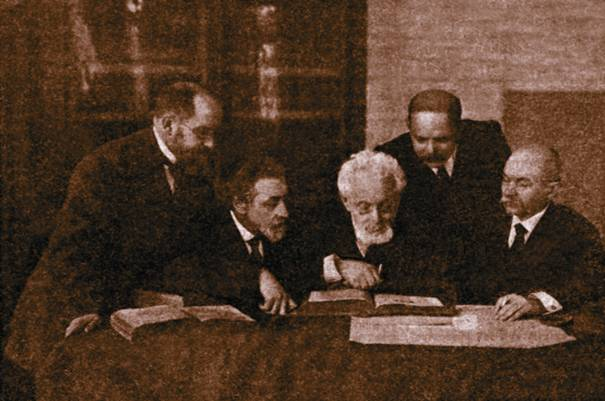
1916年にSimonDubnowの新聞に掲載された。

代表作の「ディブック The Dybbuk（1916年）」は、民話に題材を取った戯曲であり、現在はイディッシュ語演劇で最も多く上演される戯曲となっている。

## 日本語訳
- 『ディブック／ブルグント公女イヴォナ』「ディブック」赤尾光春訳、未知谷、2015年

## 関連項目

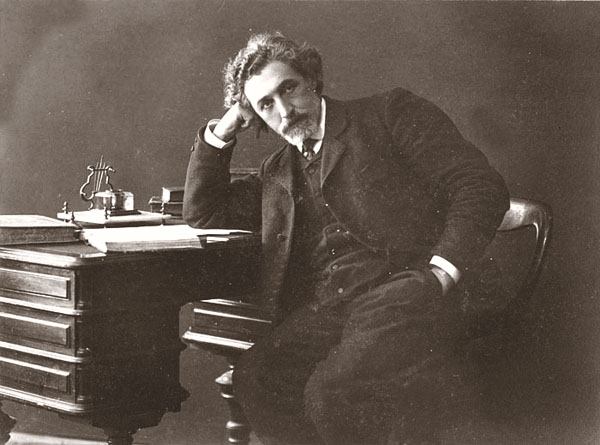
1910年のシュロメイ・アンスキー

## 外部リンク

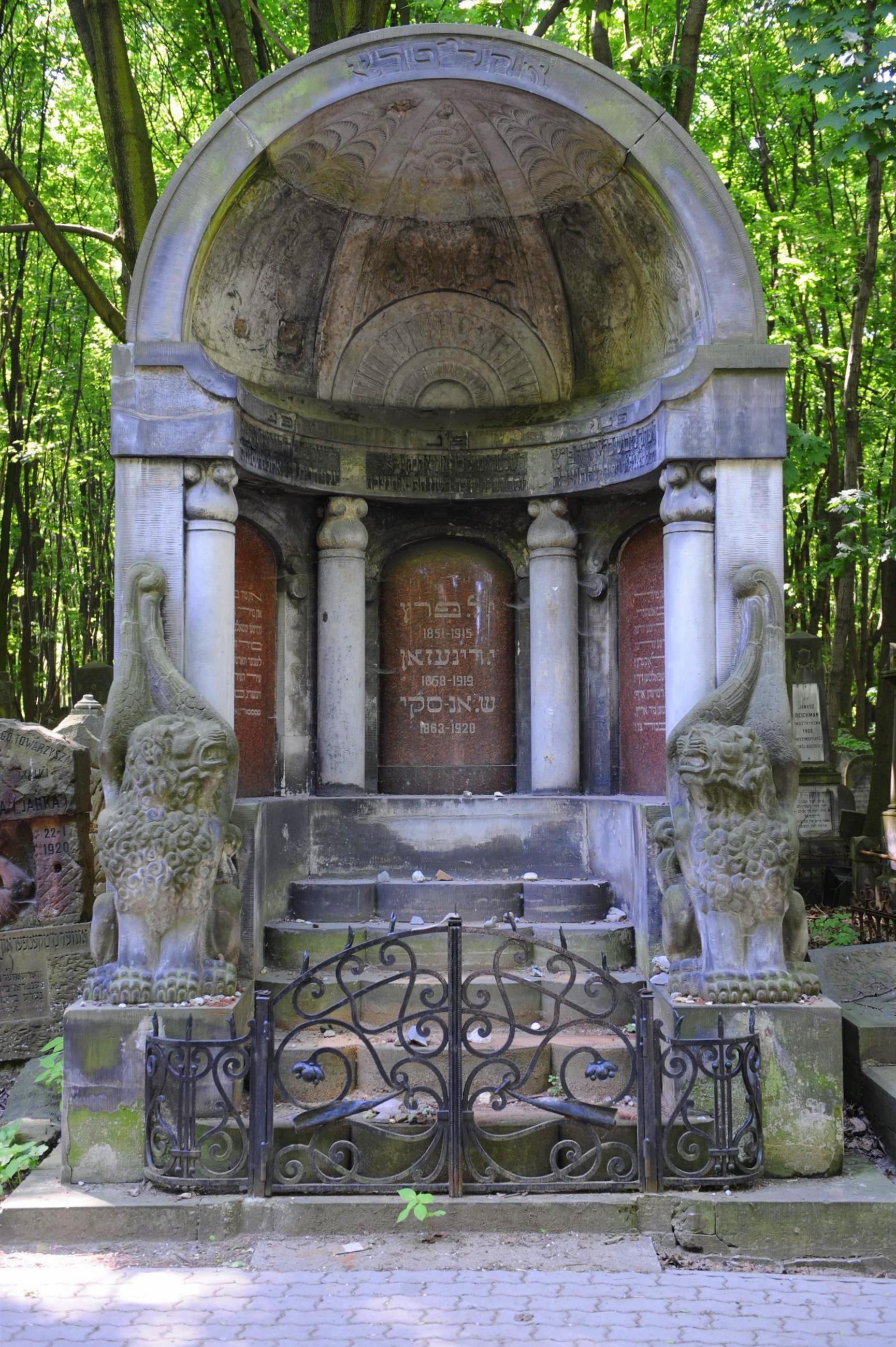
ワルシャワの3人の作家（ペレッツ、ディネゾン、アンスキー）の霊廟